# Kappa Tauri
Kappa Tauri (κ Tau) es una estrella múltiple en la constelación de Tauro que puede estar formada por al menos seis componentes. Las estrellas principales, separadas visualmente 5,6 minutos de arco, son κ1 Tauri (65 Tauri), de magnitud aparente +4,21, y κ2 Tauri (67 Tauri), de magnitud aparente +5,28. Forman parte del cúmulo de las Híades y se encuentran a 153 años luz de distancia del sistema solar.
κ1 Tauri es una subgigante blanca de tipo espectral A7IV con una temperatura efectiva de 8290 K. Su luminosidad es 34 veces superior a la del Sol y su radio es 2,9 veces mayor que el radio solar, lo que permite estimar su masa en unas 2,2 masas solares. Mediante ocultación lunar se sabe que κ1 Tauri es una estrella binaria.
κ2 Tauri también tiene tipo espectral A7V, pero es una estrella de la secuencia principal con una temperatura algo inferior, 7600 K. Su luminosidad es 13 veces superior a la solar con un radio 2,1 veces mayor que el del Sol, siendo su masa de aproximadamente 1,8 masas solares. Tanto κ1 Tauri como κ2 Tauri son estrellas variables Delta Scuti.
Aunque κ1 Tauri y κ2 Tauri se mueven de forma similar a través del espacio, dado que la separación real entre ambas es de al menos 16.000 UA, no parecen formar una verdadero sistema binario. Visualmente entre ellas, se encuentra otra estrella binaria, cuyas componentes, Kappa Tauri C y Kappa Tauri D (ADS 3201), tienen magntud 9, estando separadas 5,3 segundos de arco entre sí y 183 segundos de arco de κ¹ Tauri. Completan el sistema dos compañeras de magnitud 12, Kappa Tauri E, a 136 segundos de arco de κ¹ Tauri, y Kappa Tauri F, a 340 segundos de arco de κ² Tauri.